# Brockton (Massachusetts)
Brockton és l'única ciutat del Comtat de Plymouth (Massachusetts) dels Estats Units d'Amèrica.

## Demografia
Segons el cens del 2007 tenia 93.092 habitants. Segons el cens del 2000, Brockton tenia 94.304 habitants, 33.675 habitatges, i 22.764 famílies. La densitat de població era de 1.695,9 habitants per km².
Dels 33.675 habitatges en un 35% hi vivien nens de menys de 18 anys, en un 42% hi vivien parelles casades, en un 19,9% dones solteres, i en un 32,4% no eren unitats familiars. En el 26,6% dels habitatges hi vivien persones soles el 9,5% de les quals corresponia a persones de 65 anys o més que vivien soles. El nombre mitjà de persones vivint en cada habitatge era de 2,74 i el nombre mitjà de persones que vivien en cada família era de 3,35.
Per edats la població es repartia de la següent manera: un 27,8% tenia menys de 18 anys, un 9,1% entre 18 i 24, un 30,5% entre 25 i 44, un 20,8% de 45 a 60 i un 11,7% 65 anys o més.
L'edat mediana era de 34 anys. Per cada 100 dones de 18 o més anys hi havia 87,4 homes.
La renda mediana per habitatge era de 39.507 $ i la renda mediana per família de 46.235$. Els homes tenien una renda mediana de 34.255 $ mentre que les dones 26.886$. La renda per capita de la població era de 17.163$. Entorn del 12,1% de les famílies i el 14,5% de la població estaven per davall del llindar de pobresa.

## Poblacions properes
El següent diagrama mostra les poblacions més properes.